# 巨孝成
巨孝成（1972年—），陕西长武人，汉族，中华人民共和国政治人物、第十二届全国人民代表大会解放军代表。
毕业于江西经济管理专修学院行政管理专业。加入中国共产党。担任炮兵学院四级士官。2008年起担任全国人大代表。2013年，担任全国人大代表。